# Zandloper (Typhoon)
Zandloper is een nummer van de Nederlandse rapper Typhoon, in samenwerking met rapper Rico en muzikant en cabaretier André Manuel. Het nummer verscheen op zijn album Lobi da Basi uit 2014. Op 30 juni van dat jaar werd het nummer uitgebracht als de eerste single van het album.

## Achtergrond
In een interview met 3voor12 vertelde Typhoon over de betekenis van "Zandloper": "Het gaat over het loskomen van het verleden, het eigenlijk sterven en opnieuw leven. In dat mensenleven hebben we heleboel levens. Soms moeten we dingen aantrekken, soms moeten we dingen weer van ons afstoten en dat geldt eigenlijk allemaal voor een leven. Dus die zandloper [staat voor het] telkens weer opnieuw geboren worden, maar je wel realiseren dat het leven een feest is - daarom die muziek ook - dat maakt 'Zandloper' zo compleet voor mijn gevoel."
Over het ontstaan van het nummer vertelde Typhoon: "Dat was in de tijd dat ik heel erg antikraak woonde. Het was in de winter, dus de ijzige wind kon je gewoon zien, en ik zat op mijn bank in mijn kamertje en daar begon ik te schrijven. Het ging zó vanzelf dat ik er eigenlijk van schrok, want ik dacht, hé, ik heb het eigenlijk over dat ik dingen moet loslaten en weer een nieuwe fase inga. Op dat moment realiseerde ik me dat ook en dat was echt... er kwam een ijzige realisatie over mij heen."
Het refrein van "Zandloper" is geschreven en gezongen door cabaretier André Manuel. Over de inbreng van Manuel zei Typhoon: "Hij kwam de studio in en hij was binnen veertig minuten ook weer weg. Hij hoorde het, hij schreef, dronk een kop koffie en was weg, en he nailed it."
"Zandloper" is een populair nummer tijdens live-optredens van Typhoon, hij sluit er meestal zijn optredens mee af. Hij heeft het nummer gezongen tijdens veel grote evenementen en bekende radio- en televisieprogramma's. Zo trad hij op met het nummer bij het ochtendprogramma GIEL! en bij de talkshows De Wereld Draait Door en RTL Late Night. Tijdens Koningsdag 2016, georganiseerd in zijn thuisstad Zwolle, zong hij het nummer voor Koning Willem-Alexander en zijn gezin. In 2017 werd het nummer door luisteraars van NPO 3FM op de vijfde plaats gezet in de lijst met de beste festivalnummers aller tijden.

## NPO Radio 2 Top 2000
| Nummer met noteringen in de NPO Radio 2 Top 2000 | '15 | '16 | '17 | '18 | '19 | '20 | '21 | '22 | '23 | '24 |
| ------------------------------------------------ | --- | --- | --- | --- | --- | --- | --- | --- | --- | --- |
| Zandloper                                        | 514 | 458 | 662 | 889 | 932 | 789 | 722 | 735 | 846 | 928 |

1. ↑  Een vetgedrukt getal geeft de hoogste notering aan.
2. ↑  2015 was het eerste jaar met een notering voor dit nummer.